# فار (تكساس)
فار (بالإنجليزية: Pharr, Texas)‏ هي مدينة تقع بولاية تكساس في شمال شرق الولايات المتحدة. تبلغ مساحة هذه المدينة 54 (كم²)، وترتفع عن سطح البحر 34 م، بلغ عدد سكانها 70400 نسمة في عام 2010 حسب إحصاء مكتب تعداد الولايات المتحدة وتصل الكثافة السكانية فيها 865 نسمة/كم2.

## التركيبة السكانية
حدّد مكتب تعداد الولايات المتحدة بيانات التركيبة السكانية لفار في تعداد الولايات المتحدة. في ما يلي، التركيبة السكانية حسب تعدادي 2000 و2010.

### تعداد عام 2000
بلغ عدد سكان فار 46,660 نسمة بحسب تعداد عام 2000، وبلغ عدد الأسر 12,798 أسرة وعدد العائلات 10,878 عائلة مقيمة في المدينة. في حين سجلت الكثافة السكانية 761.7 نسمة لكل كيلومتر مربع (1,972.8/ميل2). وبلغ عدد الوحدات السكنية 16,537 وحدة بمتوسط كثافة قدره 269.9 لكل كيلومتر مربع (699.0/ميل2).
وتوزع التركيب العرقي للمدينة بنسبة 79.46% من البيض و0.24% من الأمريكيين الأفارقة و0.72% من الأمريكيين الأصليين و0.23% من الأمريكيين ذوي الأصول الآسيوية و0.03% من سكان جزر المحيط الهادئ و17.29% من الأعراق الأخرى و2.04% من عرقين مختلطين أو أكثر و90.62% من الهسبانيون أو اللاتينيون من أي عرق.
بلغ عدد الأسر 12,798 أسرة كانت نسبة 55.3% منها لديها أطفال تحت سن الثامنة عشر تعيش معهم، وبلغت نسبة الأزواج القاطنين مع بعضهم البعض 64.2% من أصل المجموع الكلي للأسر، ونسبة 16.9% من الأسر كان لديها معيلات من الإناث دون وجود شريك،  بينما كانت نسبة 3.9% من الأسر لديها معيلون من الذكور دون وجود شريكة وكانت نسبة 15% من غير العائلات. تألفت نسبة 13.3% من أصل جميع الأسر من عدة أفراد يعيشون في نفس المنزل ونسبة 7.6% كانت تتألف من شخص يعيش بمفرده يبلغ من العمر 65 عاماً أو أكثر. وبلغ متوسط حجم الأسرة المعيشية 3.64، أما متوسط حجم العائلات فبلغ 4.02.
بلغ العمر الوسطي للسكان 27.4 عاماً. وكانت نسبة 34.8% من القاطنين تحت سن الثامنة عشر، وكانت نسبة 11.3% بين الثامنة عشر والرابعة والعشرين عاماً، ونسبة 26.2% كانت واقعةً في الفئة العمرية ما بين الخامسة والعشرين والرابعة والأربعين عاماً، ونسبة 15.8% كانت ما بين الخامسة والأربعين والرابعة والستين، ونسبة 11.9% كانت ضمن فئة الخامسة والستين عاماً فما فوق. يوجد لكل 100 أنثى 90.9 ذكر، ويوجد لكل 100 أنثى في الثامنة عشر من عمرها فما فوق 85.6 ذكر.
بلغ متوسط دخل الأسرة في المدينة 20,241 دولارًا، أما متوسط دخل العائلة فبلغ 21,117 دولارًا. وكان متوسط دخل الذكور 17,082 دولارًا مقابل 15,309 دولارًا للإناث. وسجل دخل الفرد الخاص بالمدينة 7,458 دولارًا. وكانت نسبة 40.9% من العائلات ونسبة 44.8% من السكان تحت خط الفقر، وكان من هؤلاء نسبة 54.3% تحت سن الثامنة عشر ونسبة 23.9% في الخامسة والستين من العمر وما فوق.

### تعداد عام 2010
بلغ عدد سكان فار 70,400 نسمة بحسب تعداد عام 2010، وبلغ عدد الأسر 19,699 أسرة وعدد العائلات 16,413 عائلة مقيمة في المدينة. في حين سجلت الكثافة السكانية 1,149.2 نسمة لكل كيلومتر مربع (2,976.4/ميل2). وبلغ عدد الوحدات السكنية 22,796 وحدة بمتوسط كثافة قدره 372.1 لكل كيلومتر مربع (963.7/ميل2).
وتوزع التركيب العرقي للمدينة بنسبة 85.05% من البيض و0.57% من الأمريكيين الأفارقة و0.50% من الأمريكيين الأصليين و0.53% من الأمريكيين ذوي الأصول الآسيوية و11.65% من الأعراق الأخرى و1.69% من عرقين مختلطين أو أكثر و93.03% من الهسبانيون أو اللاتينيون من أي عرق.
بلغ عدد الأسر 19,699 أسرة كانت نسبة 54.7% منها لديها أطفال تحت سن الثامنة عشر تعيش معهم، وبلغت نسبة الأزواج القاطنين مع بعضهم البعض 56.9% من أصل المجموع الكلي للأسر، ونسبة 20.8% من الأسر كان لديها معيلات من الإناث دون وجود شريك،  بينما كانت نسبة 5.5% من الأسر لديها معيلون من الذكور دون وجود شريكة وكانت نسبة 16.7% من غير العائلات. تألفت نسبة 13.7% من أصل جميع الأسر من عدة أفراد يعيشون في نفس المنزل ونسبة 6.3% كانت تتألف من شخص يعيش بمفرده يبلغ من العمر 65 عاماً أو أكثر. وبلغ متوسط حجم الأسرة المعيشية 3.57، أما متوسط حجم العائلات فبلغ 3.96.
بلغ العمر الوسطي للسكان 28.0 عاماً. وكانت نسبة 35.4% من القاطنين تحت سن الثامنة عشر، وكانت نسبة 10.2% بين الثامنة عشر والرابعة والعشرين عاماً، ونسبة 27.6% كانت واقعةً في الفئة العمرية ما بين الخامسة والعشرين والرابعة والأربعين عاماً، ونسبة 16.8% كانت ما بين الخامسة والأربعين والرابعة والستين، ونسبة 10% كانت ضمن فئة الخامسة والستين عاماً فما فوق. وتوزع التركيب الجنسي للسكان بنسبة 48% ذكور و52% إناث.

## توأمة
لفار (تكساس) اتفاقيات توأمة مع كل من:
- مدينة سان لويس بوتوسي
- Metepec, State of Mexico [الإنجليزية]‏
- كانكون
- Benito Juárez Municipality, Quintana Roo [الإنجليزية]‏

## وصلات خارجية
- The US50 - Cities and Towns in Texas State